# Südarmee (Deutsch-Französischer Krieg)
Die Südarmee war ein deutscher Großverband während des Deutsch-Französischen Krieges. Sie wurde im Januar 1871 in der Schlussphase des Krieges aufgestellt und führte ihre Kampfhandlungen gegen die französische Ostarmee durch das Jura zur Schweizer Grenze durch.

## Geschichte

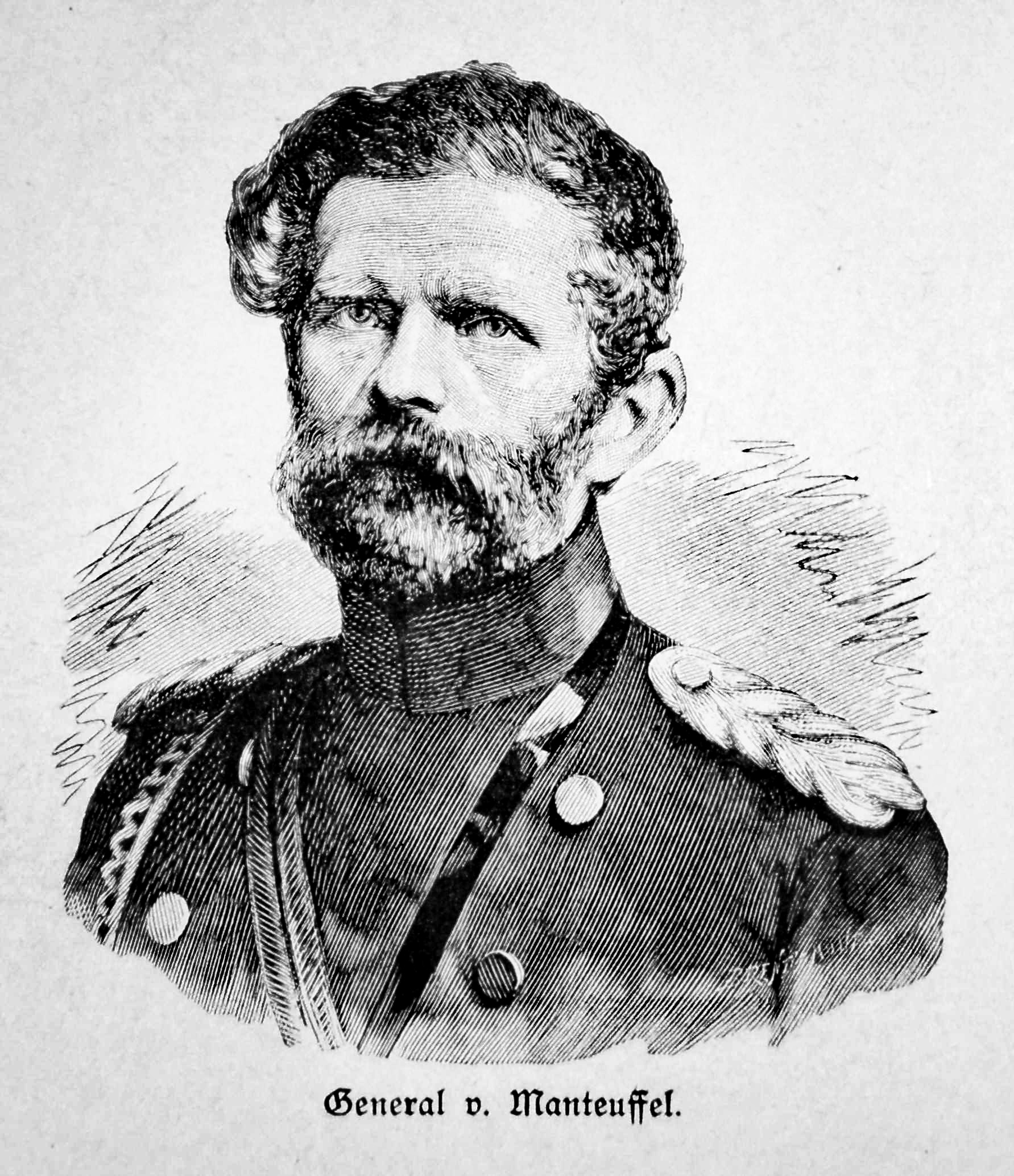
Oberbefehlshaber General der Kavallerie Edwin von Manteuffel

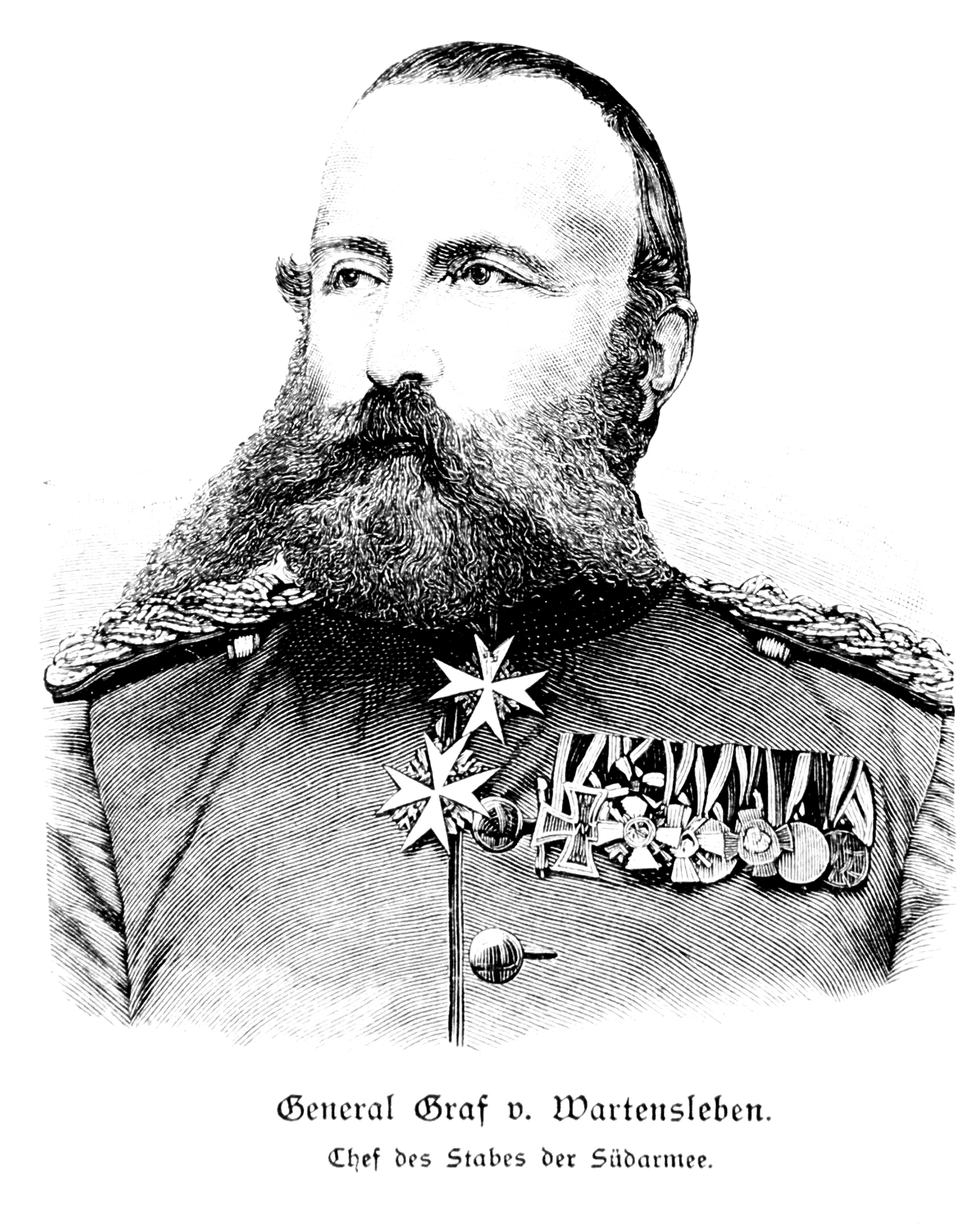
Oberst Ludwig von Wartensleben, Chef des Generalstabes

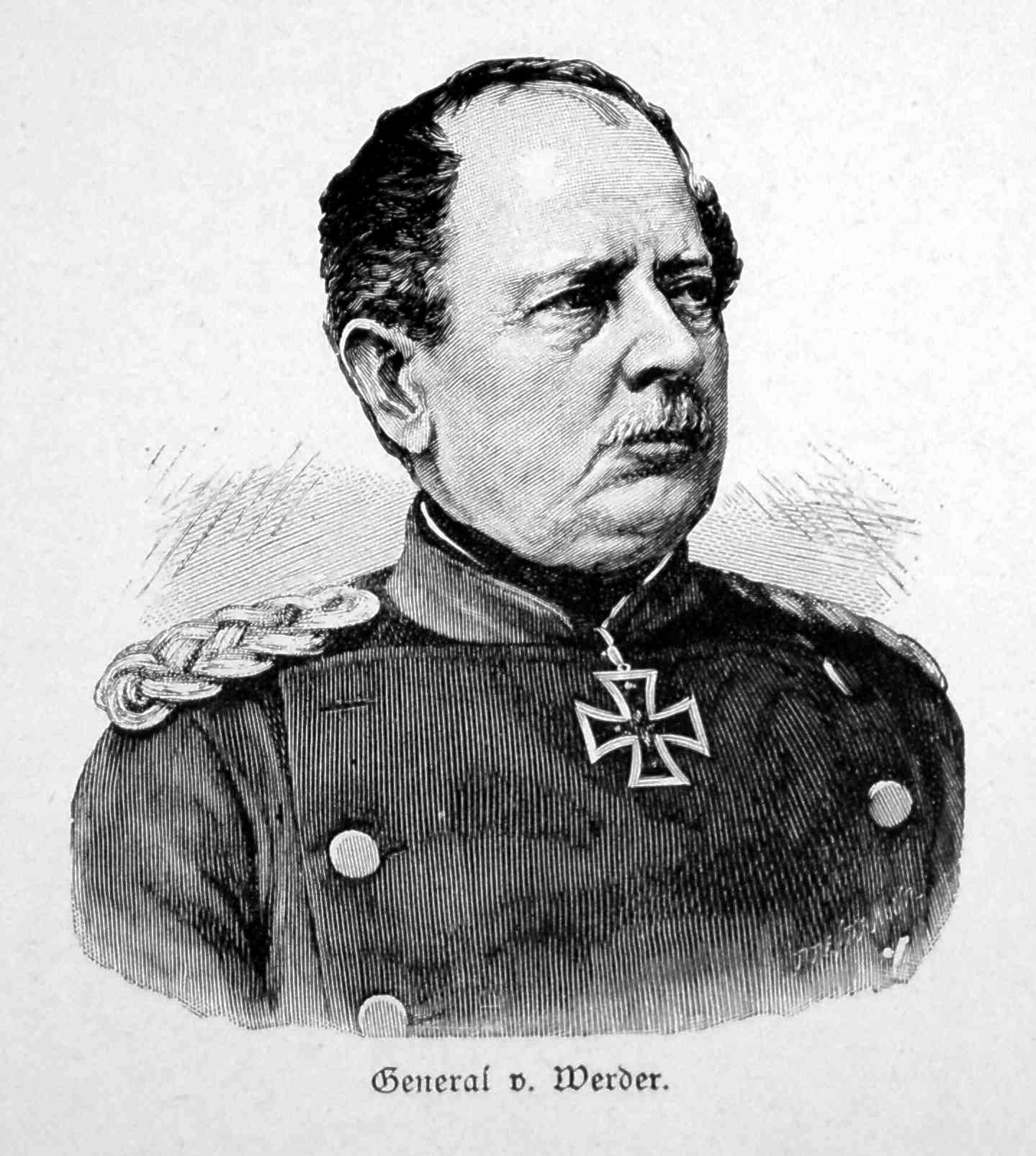
General August von Werder

### Aufstellung
Am 12. Januar 1871 entstand aus Abgaben der 1. Armee und der 2. Armee eine neuformierte Südarmee. Den Oberbefehl übernahm General v. Manteuffel, das Hauptquartier befand sich in Châtillon. Als Chef des Generalstabes fungierte Oberst Hermann Ludwig von Wartensleben, die Südarmee bestand aus folgenden Großverbänden:
II. Armee-Korps unter General der Infanterie Eduard von Fransecky
- 3. Infanterie-Division: Generalmajor Ernst von Hartmann
- 4. Infanterie-Division: Generalleutnant Benno Hann von Weyhern

VII. Armee-Korps unter General der Infanterie Heinrich Adolf von Zastrow
- 13. Infanterie-Division: Generalleutnant Ludwig von Bothmer
- 14. Infanterie-Division: Generalleutnant Ernst Wilhelm Schuler von Senden
- Ulanen-Brigade von Dannenberg (später Oberst Knesebeck)

XIV. Armee-Korps unter General der Infanterie August von Werder
- Badische Division unter General Adolf von Glümer
- 1. Reserve-Division: General Udo von Tresckow
- 4. Reserve-Division: General Wilhelm von Schmeling
- Detachement von der Goltz (eine Infanterie- und eine Kavallerie-Brigade)
- Detachement von Debschitz (8 Bataillone Landwehr, 2 Kavallerie-Schwadronen)[1]

### Feldzug im Französischen Jura
Da das badische XIV. Armee-Korps unter General Werder gegen die französische Ostarmee Hilfe benötigte, machte sich die Armee noch am Tag der Aufstellung auf den Weg durch das Juragebirge, um dem Korps zur Hilfe zu eilen.
Am 2. Januar 1871 wurde das II. Korps aus der Pariser Belagerungsfront gelöst und trat unter das Kommando der Südarmee. Am 17. Januar erreichten Franseckys Truppen die Höhen der Côte d’Or, am 19. ging das Korps bei Gray über die Saone.
Als Manteuffel das Gebirge durchquert hatte, erhielt er die Nachricht, dass sich die Ostarmee zurückzog. Um die Rückzugslinien des Generals Bourbaki zu stören, führte Manteuffel mit seiner Armee eine Rechtsschwenkung aus. Das VII. Korps erreichte beim Vorgehen auf Besançon am 19. Januar Sauvigny, am 20. Dampierre. Manteuffel hatte das weitere Vorgehen auf Pontarlier angeordnet, dort wurde Bourbakis Armee, die jetzt General Justin Clinchant führte, vermutet. Am 25. Januar erreichte auch das XIV. Korps von Osten über Rioz marschierend die Verbindung zur Südarmee und machte die 14. Division des VII. Korps im Raum Besançon frei. Es war den Deutschen gelungen, den Rückweg Bourbakis westlich und südwestlich von Besançon zu verlegen und die Eisenbahnverbindungen nach Lyon abzuschneiden.
Am 30. Januar ging bei der 1. Armee die Nachricht ein, dass Paris kapituliert habe und ein 21-tägiger Waffenstillstand abgeschlossen worden sei. Von diesem waren die hiesigen Departments jedoch nicht berührt und die Südarmee sollte ihre Operationen bis zur völligen Entscheidung fortsetzen. Nach dem Sieg im Gefecht bei Frasnes drängte das II. Armee-Korps weiter nach Pontarlier. Am 31. besetzte das parallel operierende VII. Armee-Korps Chantrans und sperrte damit für die Franzosen die Straße von Ontrans nach Pontarlier ab. Während das II. Korps weiter verfolgte, hatte das VII. Korps keinen Auftrag.
Am 1. Februar um 12 Uhr mittags befahl General von Manteuffel den Angriff auf Pontarlier, da er annahm, dass sich hier ein Gemisch aller feindlichen Korps zusammengezogen habe und sich bisher lediglich schwache Abteilungen nach St. Laurent zurückgezogen hätten. Das II. und VII. Korps standen nebeneinander, das Detachement Goltz blieb östlich von Levier als Rückhalt und die Division von Schmeling (4. Reserve-Division) rückte links des VII. vor. General Clinchant hatte jedoch schon in der Nacht zum 1. mit den Schweizer Behörden eine Vereinbarung für den Grenzübertritt seiner Armee für den Folgetag getroffen. Den Abzug sicherte nur das französische 18. Korps.
Das VII. Armeekorps blieb untätiger Zuschauer des Schlussaktes, bei dem die letzte große Armee Frankreichs in die Schweiz übertrat und somit vernichtet war. Es erhielt am 6. März den Befehl, am nächsten Tag Richtung Châtillon-sur-Saône ab zu marschieren und die Departements Meuse, Vosges sowie die französisch bleibenden Teile von Meurthe und Moselle zu besetzen. Der Befehl zur Heimkehr der 1. Armee aus Frankreich traf Ende Mai 1871 ein.